# Lydia Grote
Lydia Grote (* in Burbank, CA) ist eine US-amerikanische Volleyballspielerin.

## Karriere
Grote begann ihre Karriere an der John Burroughs High School. Von 2020 bis 2022 studierte sie an der University of California, Berkeley und spielte in der Universitätsmannschaft Bears. Danach setzte sie ihr Studium bis 2024 an der University of Minnesota fort. 2025 trat die Diagonalangreiferin in der US-Profiliga für die Orlando Valkyries an. Danach wurde sie vom deutschen Bundesligisten Allianz MTV Stuttgart verpflichtet.